# Dendropaemon nitidicollis
Dendropaemon nitidicollis là một loài bọ cánh cứng trong họ Bọ hung (Scarabaeidae).